# Темнополосая зеленушка
Темнополосая зеленушка (лат. Symphodus melops) — вид прибрежных морских лучепёрых рыб из семейства губановых (Labridae), обитающий у берегов Европы от Норвегии до Марокко, также в западной части Средиземного моря и Адриатике. Достигает в длину 28 см.

## Описание
Основная окраска тела от коричневой до зеленоватой. За глазами часто имеется отметка серповидной формы, окрашенная в тёмно-коричневый, тёмно-красный, тёмно-синий или чёрный цвет. На хвостовом стебле есть небольшое тёмное пятно. У основания спинного плавника расположено пять крупных коричневых пятен. Наблюдается половой диморфизм. Самки и молодь с многочисленными точками на боках, расположенными продольными линиями; несколько извилистых линий на голове и 5 пятен на спинном плавнике. Взрослые самки с ярко выраженным темно-синим мочеполовым сосочком. Самцы более ярко окрашены; в период нереста часто от серого до зеленоватого цвета с ярко-красным мраморным рисунком и красными извилистыми полосами на голове.